# Aïn Boucif
Aïn Boucif (în arabă عين بوسيف) este o comună din provincia Médéa, Algeria.
Populația comunei este de 26.042 de locuitori (2008).